# Calliprora
Calliprora is een geslacht van vlinders van de familie tastermotten (Gelechiidae).

## Soorten
- C. centrocrossa Meyrick, 1922
- C. clistogramma Meyrick, 1926
- C. erethistis Meyrick, 1922
- C. eurydelta Meyrick, 1922
- C. pentagramma Meyrick, 1914
- C. peritura Meyrick, 1922
- C. platyxipha Meyrick, 1922
- C. rhodogramma Meyrick, 1922
- C. tetraplecta Meyrick, 1922
- C. thermogramma Meyrick, 1929
- C. trigramma Meyrick, 1914